# Liste der denkmalgeschützten Objekte in Březno
Grundlage dieser Liste der denkmalgeschützten Objekte in Březno ist die ÚSKP-Liste (Ústřední seznam kulturních památek České republiky, deutsch Zentrale Liste der Kulturdenkmäler der Tschechischen Republik), die von der tschechischen Denkmalschutzbehörde NPÚ (Národní památkový ústav, deutsch Nationale Denkmalbehörde) seit 1987 geführt wird und an die seit dem Jahr 1850 geschaffenen Listen anschließt.

## Denkmalgeschützte Objekte nach Ortsteilen

### Březno(Priesen)
| Lage                                             | Objekt                                                                              | Beschreibung                                                                                                | ÚSKP-Nr.                 | Bild                                                                                |
| ------------------------------------------------ | ----------------------------------------------------------------------------------- | --- | ------------------------ | ----------------------------------------------------------------------------------- |
| Březno (Standort)                                | Peter-Paul-Kirche                                                                   | Kirche der hl. Peter und Paul, errichtet 1739–1763 von Kilian Ignaz Dientzenhofer                           | 14292/5-470 Info Katalog | Peter-Paul-Kirche                                                                   |
| Březno, südlich der Peter-Paul-Kirche (Standort) | Marienkapelle (Wegkapelle)                                                          | Marienkapelle (Wegkapelle) an der Peter-Paul-Kirche, urspr. in Nové Sedlo nad Bílinou (Neudorf a. d. Biela) | 47651/5-668 Info Katalog | Marienkapelle (Wegkapelle)                                                          |
| Březno 76 (Standort)                             | Bauernhof Nr. 76                                                                    | Bauernhof                                                                                                   | 46931/5-474 Info Katalog | Bauernhof Nr. 76                                                                    |
| Březno, Radniční 97 (Standort)                   | Rathaus                                                                             | Rathaus | 15217/5-475 Info Katalog | Rathaus                                                                             |
| Březno, im Park vor dem Rathaus (Standort)       | Skulpturengruppe der Jungfrau Marie, des hl. Johannes von Nepomuk und des hl. Josef | Skulpturengruppe der Jungfrau Marie, des hl. Johannes von Nepomuk und des hl. Josef                         | 34289/5-471 Info Katalog | Skulpturengruppe der Jungfrau Marie, des hl. Johannes von Nepomuk und des hl. Josef |
| Březno (Standort)                                | Bildstock                                                                           | Bildstock                                                                                                   | 28494/5-472 Info Katalog | Bildstock                                                                           |

### Kopeček (Spielhübel)
| Lage               | Objekt                 | Beschreibung           | ÚSKP-Nr.                 | Bild                   |
| ------------------ | ---------------------- | ---------------------- | ------------------------ | ---------------------- |
| Kopeček (Standort) | Statue des hl. Donatus | Statue des hl. Donatus | 26327/5-832 Info Katalog | Statue des hl. Donatus |

### Stranná (Strahn)
| Lage               | Objekt            | Beschreibung               | ÚSKP-Nr.                 | Bild              |
| ------------------ | ----------------- | -------------------------- | ------------------------ | ----------------- |
| Stranná (Standort) | Kreuzigungsgruppe | Skulptur Kreuzigungsgruppe | 19702/5-833 Info Katalog | Kreuzigungsgruppe |

### Vičice (Witschitz)
| Lage                | Objekt           | Beschreibung         | ÚSKP-Nr.                 | Bild             |
| ------------------- | ---------------- | -------------------- | ------------------------ | ---------------- |
| Vičice 1 (Standort) | Schloss Vičice   | Barockschloss Vičice | 23634/5-830 Info Katalog | Schloss Vičice   |
| Vičice 6 (Standort) | Bauernhaus Nr. 6 | Bauerngehöft         | 14857/5-831 Info Katalog | Bauernhaus Nr. 6 |